# Senaux
Senaux é uma comuna francesa na região administrativa da Occitânia, no departamento de Tarn. Estende-se por uma área de 4.73 km², e possui 34 habitantes, segundo o censo de 2018, com uma densidade de 7.2 hab/km².